# Seo Geon-Woo
Seo Geon-Woo (en coreano: 서건우; 20 de diciembre de 2003) es un deportista surcoreano que compite en taekwondo. Ganó una medalla de plata en los Juegos Asiáticos de 2022 y dos medallas de bronce en el Campeonato Asiático de Taekwondo, en los años 2022 y 2024.

## Palmarés internacional
| Juegos Asiáticos    | Juegos Asiáticos          | Juegos Asiáticos  | Juegos Asiáticos |
| Año                 | Lugar                     | Medalla           | Categoría        |
| ------------------- | ------------------------- | ----------------- | ---------------- |
| 2022                | Hangzhou (China)          | Medalla de plata  | Equipo mixto     |
| Campeonato Asiático |                           |                   |                  |
| Año                 | Lugar                     | Medalla           | Categoría        |
| 2022                | Chuncheon (Corea del Sur) | Medalla de bronce | –80 kg           |
| 2024                | Đà Nẵng (Vietnam)         | Medalla de bronce | –80 kg           |